# 2002 GW32
2002 GW32, também escrito como 2002 GW32, é um objeto transnetuniano que está localizado no Cinturão de Kuiper, uma região do Sistema Solar. Este corpo celeste está em uma ressonância orbital de 4:5 com o planeta Netuno. Ele possui uma magnitude absoluta de 7,4 e tem um diâmetro estimado com cerca de 146 km.

## Descoberta
2002 GW32 foi descoberto no dia 8 de abril de 2002 pelo astrônomo Marc W. Buie.

## Órbita
A órbita de 2002 GW32 tem uma excentricidade de 0,072 e possui um semieixo maior de 35,060 UA. O seu periélio leva o mesmo a uma distância de 32,529 UA em relação ao Sol e seu afélio a 37,590 UA.